# Contracció de tensor
En àlgebra multilineal, una contracció de tensor és una operació sobre un tensor que sorgeix de l'aparellament canònic d'un espai vectorial i el seu dual. En components, s'expressa com una suma de productes de components escalars del(s) tensor(s) causats per l'aplicació de la convenció de suma a un parell d'índexs ficticis que estan lligats entre si en una expressió. La contracció d'un únic tensor mixt es produeix quan un parell d'índexs literals (un un subíndex, l'altre un superíndex) del tensor es posen iguals entre si i es sumen. En la notació d'Einstein, aquesta suma s'incorpora a la notació. El resultat és un altre tensor amb l'ordre reduït en 2.
La contracció del tensor es pot veure com una generalització de la traça.

## Formulació abstracta
Sigui V un espai vectorial sobre un camp k. El nucli de l'operació de contracció, i el cas més simple, és l'aparellament canònic de V amb el seu espai vectorial dual V ∗. L'aparellament és el mapa lineal del producte tensor d'aquests dos espais al camp k :
{\displaystyle C:V\otimes V^{*}\rightarrow k}
corresponent a la forma bilineal
{\displaystyle \langle v,f\rangle =f(v)}
on f està en V ∗ i v és en V. El mapa C defineix l'operació de contracció sobre un tensor de tipus (1, 1), que és un element de {\displaystyle V\otimes V^{*}}. Tingueu en compte que el resultat és un escalar (un element de k). En dimensions finites, utilitzant l'isomorfisme natural entre {\displaystyle V\otimes V^{*}} i l'espai de mapes lineals de V a V, s'obté una definició lliure de bases de la traça.
En general, un tensor de tipus (m, n) (amb m ≥ 1 i n ≥ 1) és un element de l'espai vectorial
{\displaystyle V\otimes \cdots \otimes V\otimes V^{*}\otimes \cdots \otimes V^{*}}
(on hi ha m factors V i n factors V∗). Aplicant l'aparellament canònic al factor k-è V i al factor l-è V ∗, i utilitzant la identitat en tots els altres factors, es defineix l'operació de contracció (k,l), que és un mapa lineal que produeix un tensor de tipus (m − 1, n − 1). Per analogia amb el cas (1, 1), l'operació de contracció general de vegades s'anomena traça.

## Contracció mètrica
Com en l'exemple anterior, en general no és possible la contracció d'un parell d'índexs que són contravariants o tots dos covariants. Tanmateix, en presència d'un producte intern (també conegut com a mètrica) g, aquestes contraccions són possibles. S'utilitza la mètrica per pujar o baixar un dels índexs, segons calgui, i després s'utilitza l'operació habitual de contracció. L'operació combinada es coneix com a contracció mètrica.

## Aplicació a camps tensorals
La contracció s'aplica sovint a camps tensorals sobre espais (per exemple, espai euclidià, varietats o esquemes). Com que la contracció és una operació purament algebraica, es pot aplicar puntualment a un camp tensor, per exemple, si T és un camp tensor (1,1) en l'espai euclidià, aleshores en qualsevol coordenada, la seva contracció (un camp escalar) U en un punt x ve donada per
{\displaystyle U(x)=\sum _{i}T_{i}^{i}(x)}
Com que el paper de x no és complicat aquí, sovint es suprimeix, i la notació dels camps de tensors esdevé idèntica a la dels tensors purament algebraics.
Sobre una varietat de Riemann, hi ha disponible una mètrica (camp de productes interns) i les contraccions mètriques i no mètriques són crucials per a la teoria. Per exemple, el tensor de Ricci és una contracció no mètrica del tensor de curvatura de Riemann, i la curvatura escalar és l'única contracció mètrica del tensor de Ricci.
També es pot veure la contracció d'un camp tensor en el context de mòduls sobre un anell adequat de funcions a la varietat o el context de fabes de mòduls sobre la faixa d'estructura; vegeu la discussió al final d'aquest article.